# Kensal
Kensal è un centro abitato (city) degli Stati Uniti d'America, situato nella Contea di Stutsman nello Stato del Dakota del Nord. Nel censimento del 2000 la popolazione era di 161 abitanti. La città è stata fondata nel 1892.

## Geografia fisica
Secondo i rilevamenti dell'United States Census Bureau, la località di Kensal si estende su una superficie di 1,60 km², tutti occupati da terre.

## Popolazione
Secondo il censimento del 2000, a Kensal vivevano 161 persone, ed erano presenti 49 gruppi familiari. La densità di popolazione era di 103 ab./km². Nel territorio comunale si trovavano 86 unità edificate. Per quanto riguarda la composizione etnica degli abitanti, il 100% era bianco.
Per quanto riguarda la suddivisione della popolazione in fasce d'età, il 25,5% era al di sotto dei 18, il 3,7% fra i 18 e i 24, il 19,3% fra i 25 e i 44, il 21,7% fra i 45 e i 64, mentre infine il 29,8% era al di sopra dei 65 anni di età. L'età media della popolazione era di 47 anni. Per ogni 100 donne residenti vivevano 73,1 maschi.